# Yeongun-dong
Yeongun-dong (koreanska: 영운동) är en stadsdel i stadsdistriktet Sangdang-gu i staden Cheongju i Sydkorea. Den ligger i provinsen Norra Chungcheong, i den centrala delen av landet, 115 km söder om huvudstaden Seoul.